# Manuale HACCP
Il manuale HACCP è un documento redatto da un'azienda alimentare che si occupa di preparazione, produzione, confezionamento, commercio e somministrazione di alimenti. Il manuale viene redatto dal titolare dell'azienda in collaborazione con un consulente tecnico che abbia esperienza e conoscenza delle normative che ne disciplinano la correttezza e congruità con le normative stesse.
Il manuale, detto anche di autocontrollo, viene realizzato sui principi dell'HACCP (Hazard Analysis and Critical Control Points, "Analisi dei rischi e controllo dei punti critici") dettati dal regolamento CE n. 852/2004. Il manuale descrive l'azienda con le sue attrezzature, i suoi ambienti ed i relativi processi di produzione mediante il cosiddetto lay out del processo. Il manuale, oltre a descrivere l'azienda ed i suoi processi, contiene indicazioni per prevenire e risolvere i rischi alimentari per ogni fase del processo produttivo. Generalmente i manuali di autocontrollo prevedono procedure, istruzioni e schede per monitorare i vari punti in cui il pericolo per la salubrità degli alimenti può divenire concreto. Generalmente i punti più importanti riguardano il monitoraggio delle temperature di conservazione, di cottura, sterilizzazione, ricevimento merci, ecc. Ogni azienda alimentare ha delle caratteristiche strutturali e produttive differenti dalle altre; pertanto anche il manuale deve essere realizzato "su misura" al fine della sua reale utilità e garanzia della sicurezza alimentare.